# Villa Pisani (Stra)
Villa Pisani, detta anche la Nazionale, è uno dei più celebri esempi di villa veneta sulla Riviera del Brenta; sorge a Stra, in provincia di Venezia, e si affaccia sul Naviglio del Brenta. È oggi sede di un museo nazionale, che conserva opere d'arte e arredi del Settecento e dell'Ottocento. La villa comprende 168 stanze e copre una superficie di 15.000 metri quadrati.
Sin dal Cinquecento le famiglie più nobili di Venezia scelsero le rive del fiume Brenta per insediarvi le loro ville. All'inizio, quest'ultime erano legate all'attività agricola e poi, invece, ridisegnate per assecondare la dilagante “smania della villeggiatura” descritta anche da  Carlo Goldoni nelle sue commedie.
Le sponde del fiume, una volta contenuto il problema delle piene che poteva recare danni disastrosi, offrivano ai veneziani una campagna facilmente raggiungibile e coltivabile, ed anche una via d'acqua per i commerci con Padova. Questo binomio determinò nel tempo il formarsi di uno dei paesaggi storici veneti più caratterizzati da importanti ville con giardini, barchesse e broli.
Tra Seicento e Settecento i proprietari di queste si sfidavano per dare enfasi e sfarzo alle ville, ormai viste come la scenografia per le molte feste che vi si tenevano nella bella stagione.
L'importanza e la fama della Riviera crebbero sia in Italia che in Europa come possono dimostrarlo gli scritti di Padre Vincenzo Coronelli  pubblicati nel 1709, di Johann Cristopher Volkamer del 1714 e poi, alla metà del secolo dei Lumi, di Giovanni Francesco Costa.  I primi due testi trasportano a Stra la prima villa di proprietà della stessa famiglia Pisani detta di Santo Stefano.

## Storia

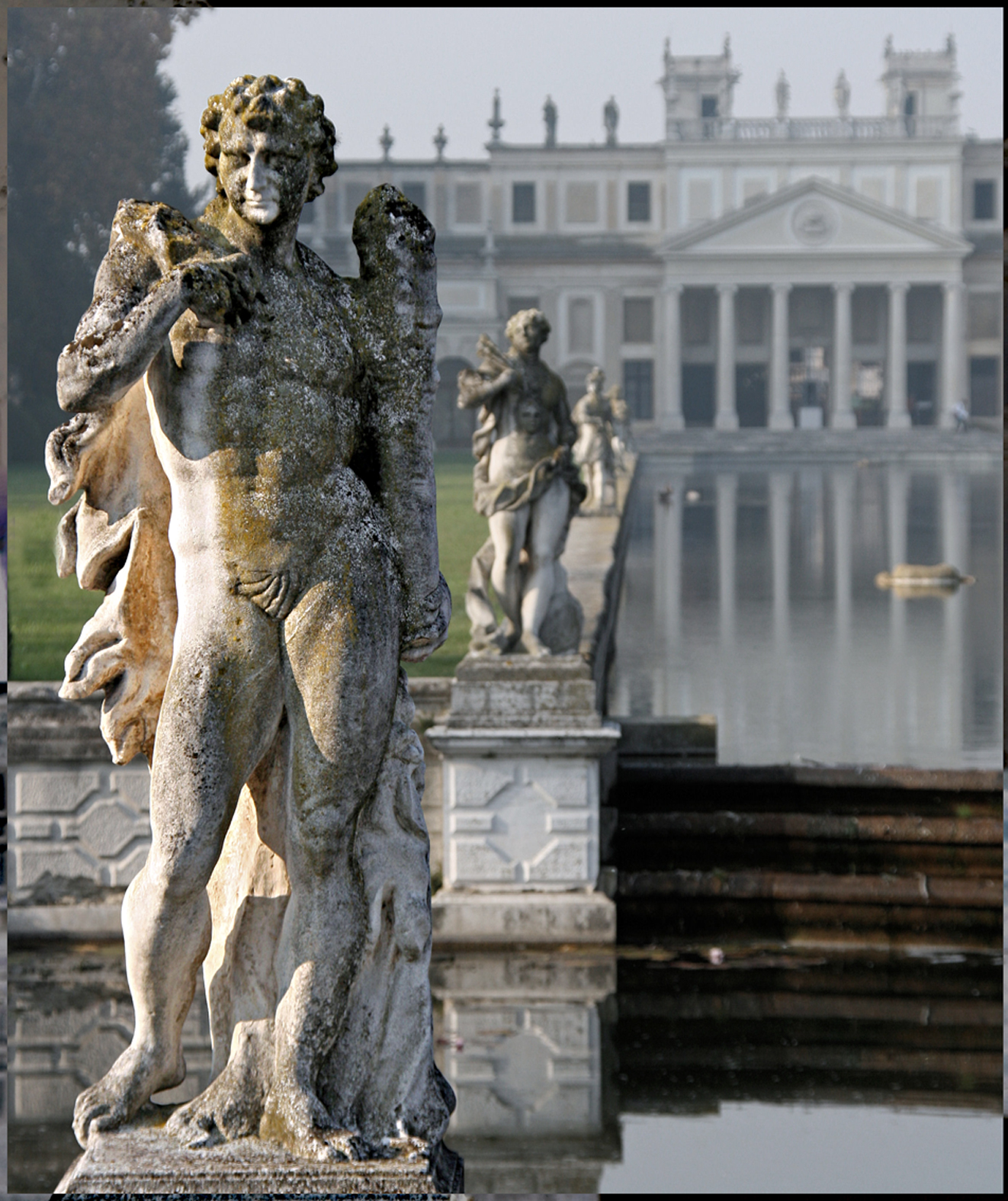
Le statue in successione

Venne costruita a partire dal 1721 su progetto di Gerolamo Frigimelica (cui si deve anche il progetto del Palazzo Pisani in campo Francesco Morosini o Santo Stefano a Venezia, attuale sede del Conservatorio) e Francesco Maria Preti per la nobile famiglia veneziana dei Pisani di Santo Stefano. Al suo interno sono visibili l'affresco del salone delle feste, che celebra l'Apoteosi della famiglia Pisani di Giambattista Tiepolo. Nelle altre sale vi sono opere di Giambattista Crosato, Giuseppe Zais, Jacopo Guarana, Giovanni Carlo Bevilacqua, Francesco Simonini, Jacopo Amigoni e Andrea Urbani.
All'inizio si trattava di una semplice costruzione tardo cinquecentesca, ammodernata nel Seicento, e poi completamente ristrutturata dopo il 1720, anno in cui la famiglia iniziò a costruire la maestosa villa sul Brenta.

### Settecento
I Pisani, dopo aver acquisito i terreni adiacenti alla villa già esistente, nel 1720 effettuarono alcuni cambiamenti e, sulla base del progetto di Frigimelica, realizzano i primi padiglioni del giardino. L'architetto morì nel 1732 e, dopo la sua scomparsa, Alvise Pisani (uno dei 6 fratelli della famiglia), volenteroso di concludere i lavori della villa di Stra e forse intenzionato anche a competere con le più grandi realizzazioni europee, incaricò per il progetto il nobile architetto Francesco Maria Preti, la cui fama lo precedeva.
Il progetto e la sua realizzazione vennero compiuti in tempi relativamente brevi tanto che nel 1756 i lavori vennero completati. La progettazione degli spazi e della facciata del palazzo evidenziano il nuovo rigore architettonico neopalladiano. La famiglia tendeva ad una vita gioiosa della villeggiatura, come infatti lo dimostrano i lussuosi ricevimenti, le feste e gli eventi che le cronache dell'epoca riportavano. I Pisani, inoltre, davano importanza all'efficacia e alla produttività nella conduzione del giardino oltre che la cultura e le arti nella vita in villa. Infatti, Marina Sagredo, moglie di Andrea Pisani e madre di Almorò e Alvise, fonderà una Accademia di Pittura Pisani, che incentivava una costante attività di pittori e artisti famosi in ambito veneto che con opere, che realizzavano, arricchivano gli ambienti della villa.
Però il Settecento, a causa della Rivoluzione francese, si chiuse con una perdita di importanza economica e politica di Venezia, che determinò l'impoverimento delle casse dei Pisani: esse ricevettero un temporaneo sollievo dal ricavato della vendita della villa di Stra, che verrà comperata, nel luglio del 1807, da Napoleone I Bonaparte.

Francesco Guardi, schizzi per il labirinto di Villa Pisani, 1773, Cleveland Museum of Art
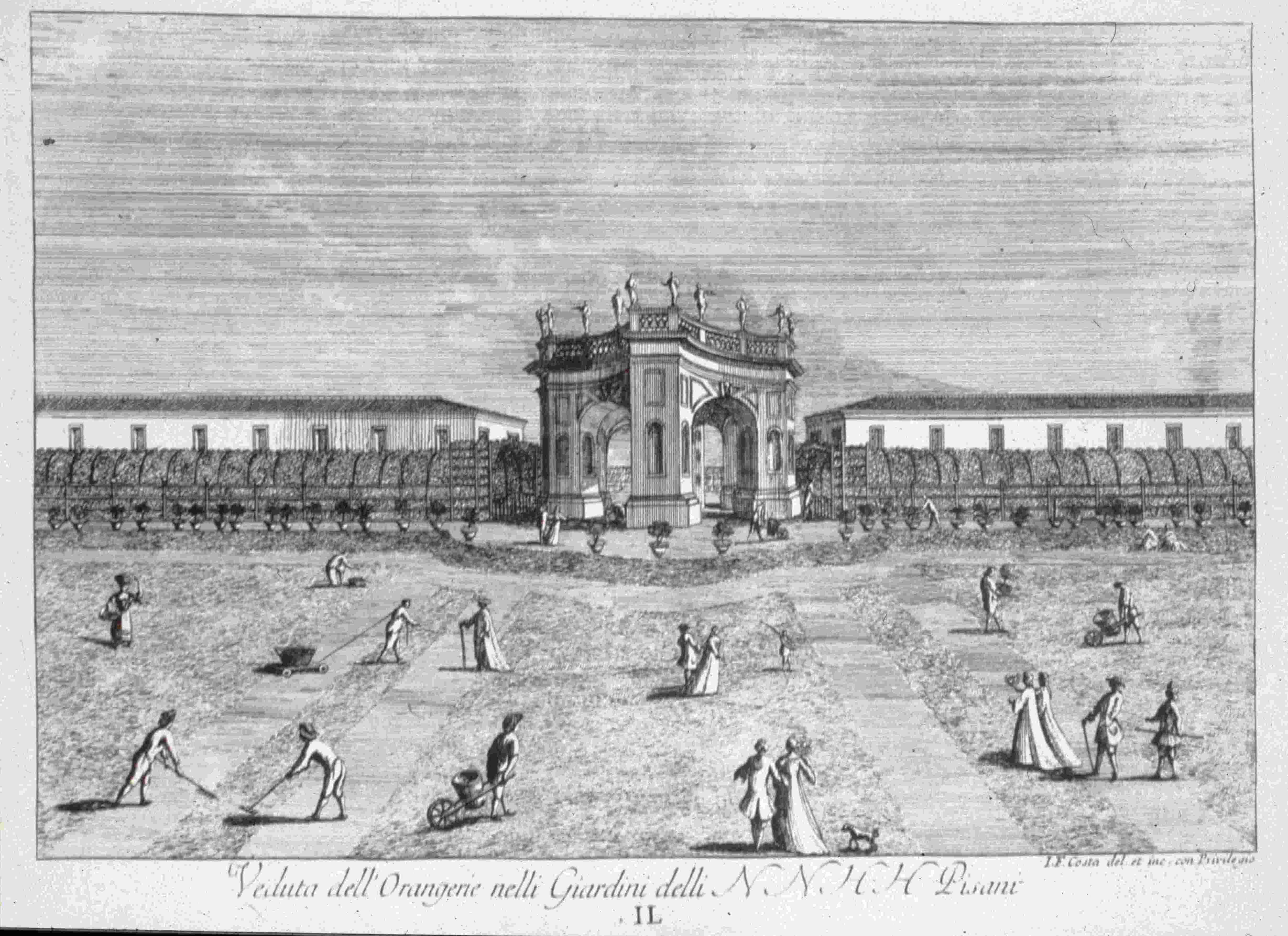
Veduta dell'orangerie. Incisione di Giovan Francesco Costa, 1756
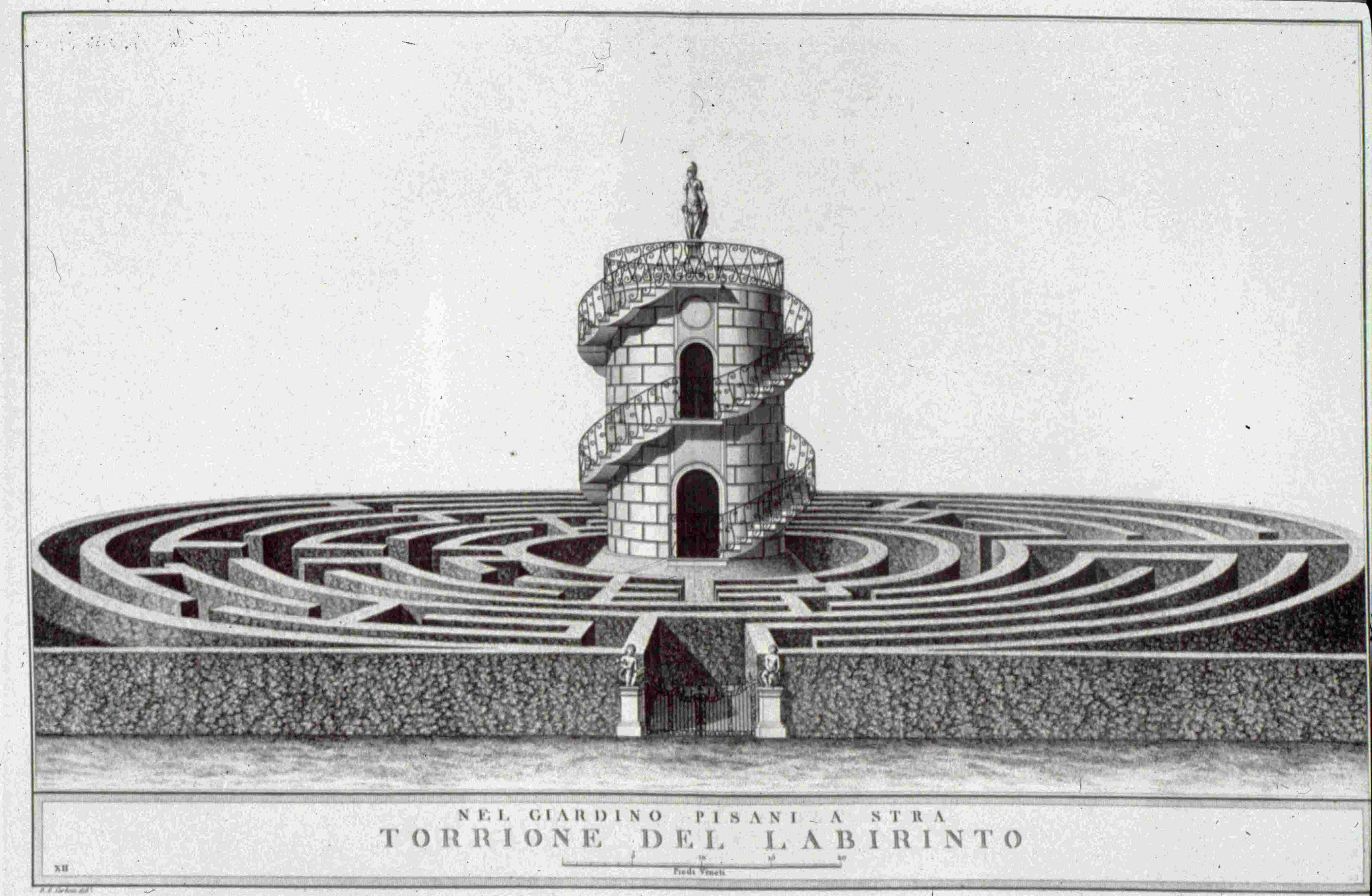
Torrione del labirinto. Incisione di Bortolo Gaetano Carbon, 1790-1792

### Ottocento
La villa venne presto incamerata tra i beni della Corona francese e ceduta a Eugenio Beauharnais e alla sua consorte che ne disposero un repentino rinnovamento. Così verrà sistemata per rispondere alle nuove esigenze e ideali degli attuali proprietari che vedevano superate le decorazioni della residenza e del suo giardino settecentesco. Dal punto di vista distributivo del palazzo le trasformazioni non saranno eccezionali, ma tutta la serie di decori delle sue stanze verranno completamente adattati al nuovo gusto imperiale. Ancora più estremo sarà l'intervento sul parco, nel quale l'immagine e il carattere del giardino verranno fortemente modificati.  In soli 7 anni lo slancio e l'entusiasmo dei napoleonici trasformerà l'aspetto scenografico della villeggiatura dogale, non privandola però di autorevolezza.
Nel 1814 la villa diventò proprietà degli Asburgo e assegnata al Governatorato Generale Civile e Militare del Lombardo veneto che la utilizzò come sede di rappresentanza; ribattezzata "Villa Reale" come luogo di villeggiatura, accolse diversi monarchi e membri di famiglie reali: tra gli ospiti vi furono Carlo IV di Spagna, Maria Luigia d'Austria, Maria Anna Carolina di Savoia, lo zar Alessandro I e Ferdinando II di Borbone, re di Napoli.
Nel 1866, durante la terza guerra d'indipendenza, la Villa ospita lo stato maggiore dell'esercito italiano; in quell'occasione probabilmente vi si tenne anche un incontro di Vittorio Emanuele II con la moglie morganatica Rosa Vercellana, di cui resta memoria nelle attuali "Sale Savoia". Dopo l'annessione del Veneto al regno d'Italia, nel 1868 villa Pisani divenne proprietà dello Stato, perdendo la funzione di rappresentanza e diventando, nel 1884, museo.
Tra il 1874 e il 1882, la villa fu messa più volte, inutilmente, all'asta. La perdita d'interesse per la villa da parte del nuovo governo determinerà in poco tempo la diminuzione dei fondi per la manutenzione che metteranno a rischio l'integrità dei padiglioni del giardino oltre che i raccolti botanici e di agrumi. Fu inevitabile,  nel 1882, l'affidamento della sua gestione all'Ufficio Regionale per i Monumenti del Veneto che segna il passaggio al nuovo secolo della dismessa residenza dogale.

### Novecento: abbandono e restauro

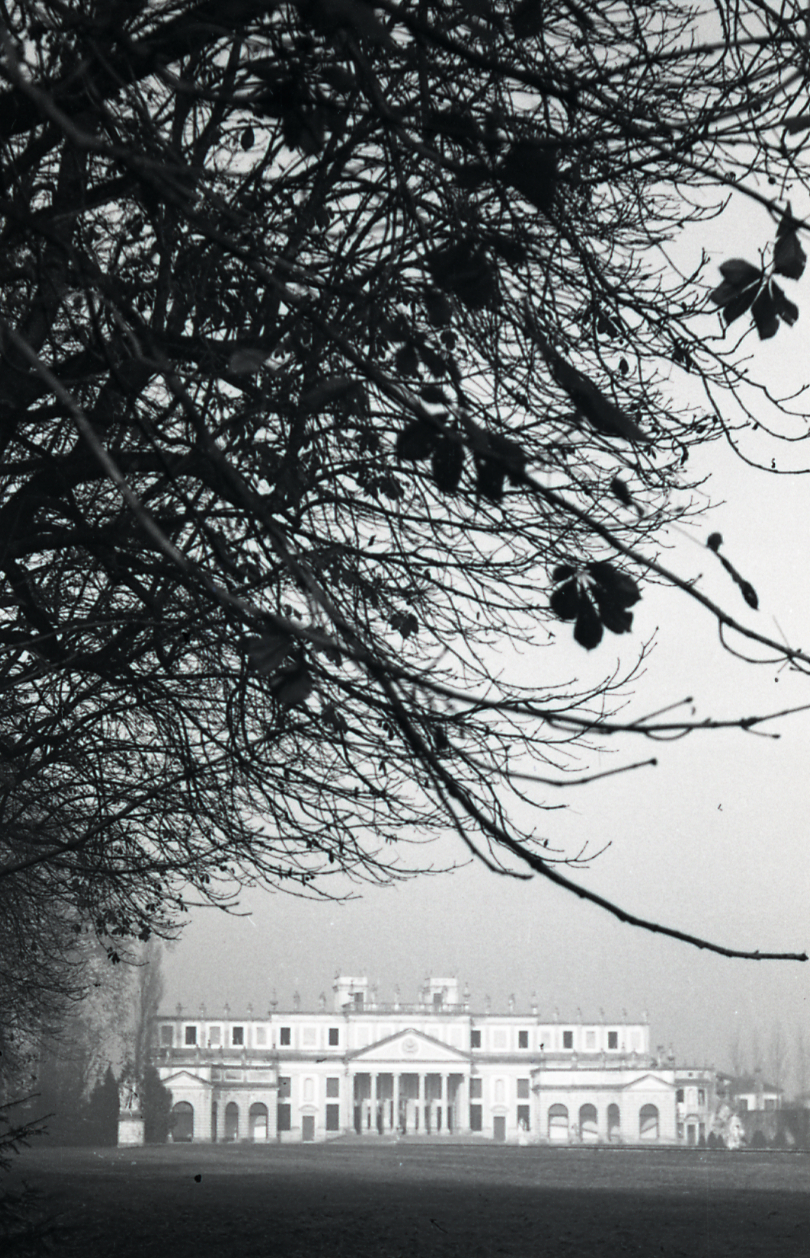
La finta facciata delle scuderie vista dal parco in una foto di Paolo Monti del 1970

Nei primi del Novecento la villa riceve la visita del poeta Gabriele D'Annunzio e della Duse. L'atmosfera di decadenza degli ambienti abbandonati e del parco inselvatichito è puntualmente descritta da Gabriele d'Annunzio nel romanzo Il Fuoco.
Nel 1909 una parte del piano terra della villa verrà concesso all'Istituto per le ricerche idrotecniche della vicina Università di Padova, responsabile, insieme al Magistrato delle acque, della creazione della vasca nel parterre centrale, ideata per realizzare esperimenti idraulici. Negli anni 20 la villa senza avere ormai un uso specifico ospiterà gli studenti di Accademia per “soggiorni temporanei” e dopo una scuola di pomologia e floricoltura. Nel 1938 la villa diviene Azienda Autonoma continuamente in rosso nonostante gli introiti delle vendite dei prodotti del giardino, che all'indomani della seconda guerra mondiale subirà altri forti cambiamenti colturali.
Fra il 1885 e il 1954 il panorama dell'area su cui si affacciava la villa era caratterizzato dalla presenza del binario e dei convogli della tranvia Padova-Malcontenta-Fusina.
Nel 1934 la villa viene parzialmente restaurata, per ospitare il primo incontro ufficiale tra Mussolini e Hitler.
Nel 1947 la villa venne data in gestione alla locale Soprintendenza ai monumenti, che tuttora è responsabile dei restauri e della conduzione del complesso museale. Nel secondo dopo guerra il declino sembrava ormai incontenibile e dagli anni 50 agli anni 60 il complesso viveva un lungo periodo di abbandono e disinteresse fino alla chiusura di quasi tutte le sale e alla cancellazione di molti ambienti del giardino. Dalla metà degli anni 80 si ebbero numerosi restauri che hanno ridato dignità ed evidenza a molti ambiti del parco e ad alcuni della villa.

## Descrizione
All'epoca della costruzione la Villa contava 114 stanze (ora 168), in omaggio al 114º doge di Venezia Alvise Pisani. Le stanze sono denominate in base all'utilizzo o all'ospite di riguardo che vi soggiornò. La più importante è la cosiddetta "stanza di Napoleone", con letto a baldacchino in stile impero. La stanza vicina è il bagno, dotato di vasca a pavimento e rubinetti, un vero lusso per l'epoca. La maggior parte delle stanze è arredata con mobili dell'epoca napoleonica o asburgica. Vi sono tuttavia alcuni oggetti, in particolare dei pezzi di boiserie dipinti in stile cinese, che risalgono all'epoca dei Pisani.
La sua monumentalità ha fatto sì che fosse più volte scelta come residenza o come sede per incontri tra monarchi e capi di Stato o di governo; villa Pisani ha ospitato tra gli altri anche Napoleone Bonaparte che nel 1807 la acquistò dalla famiglia Pisani (ridottasi sul lastrico per debiti di gioco) per il viceré d'Italia Eugenio di Beauharnais.

### Parco

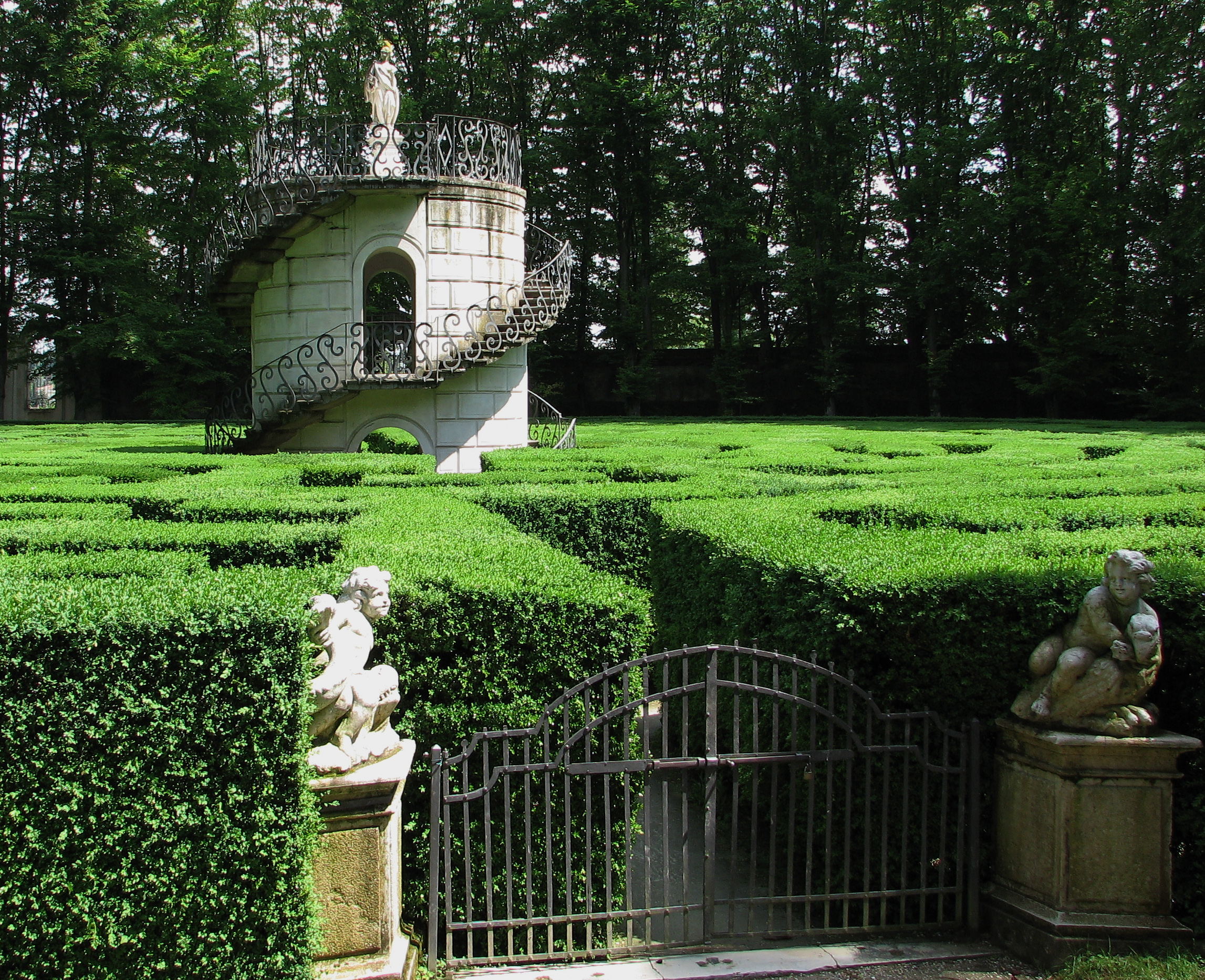
Vista del labirinto

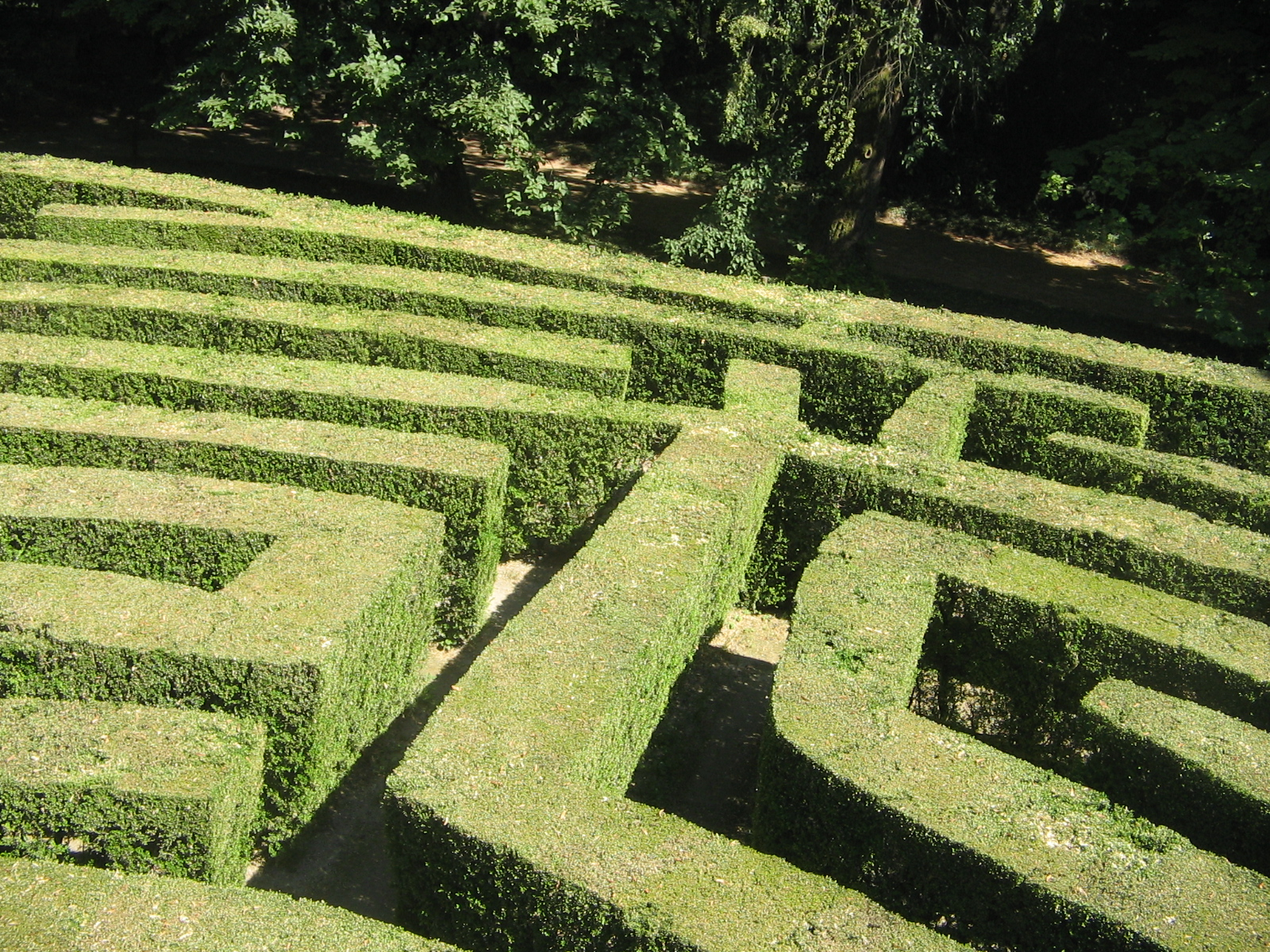
Dettaglio delle siepi di bosso

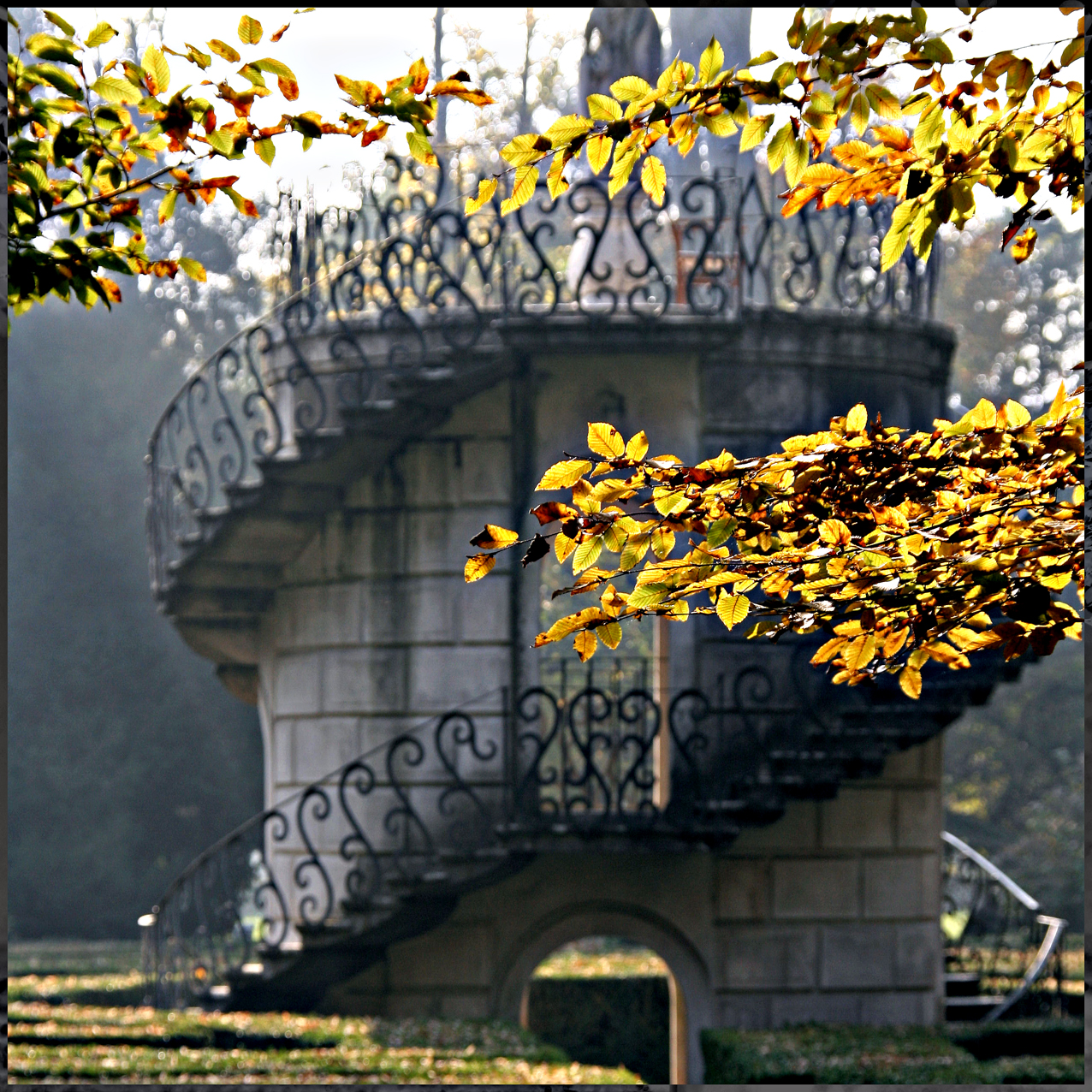
Il belvedere a torre al centro del labirinto

Il parco copre 14 ettari.  La sua progettazione risente dell'influenza dei primi decenni del Settecento francese, infatti due importanti opere letterarie hanno condizionato il carattere di diversi giardini. Si tratta, in primo luogo, di André Felibien des Avaux, Les plans et le descriptions de deux maisons de campagne de Pline le Consul, la quale divulga la ricostruzione di una villa romana con i suoi giardini. In secondo luogo, si tratta dell'opera di Dezailler D'Argenville, intitolata La théorie et la pratique du jardinage, che tratta i canoni e i modi di comporre e realizzare un giardino alla maniera francese.
Il progetto del parco è stato più volte rivisto nel corso dell'Ottocento e del Novecento ed è basato sull'incrocio di assi ottici.
Il parco della villa oggi si può ritenere quindi un capolavoro unico tra la struttura geometrica e giardinistica del Settecento e la revisione paesaggistica effettuata nei primi decenni dell'Ottocento.
La maggior parte delle opere architettoniche e scenografiche del giardino si trova nel settore est. Ognuna di queste opere ha una sua microstoria dovuta alle piccole trasformazioni subite, agli adattamenti e agli usi giardinistici che nel corso dei tre secoli si sono succeduti nei diversi ambiti del parco.
Invece nel settore ovest prevale la componente vegetale inquadrata da lunghi viali prospettici e organizzata secondo i modi paesaggistici, soprattutto nel chiuso boschetto di inizi Ottocento.
Oggi la villa permette l'ingresso di turisti, i quali possono godere della visita della villa, del parco e del suo labirinto. Non appena si varca la soglia dell'ingresso della biglietteria, si gode di un colpo d'occhio eccezionale: due lunghi viali di ippocastani contengono il vasto parterre centrale e allungano in prospettiva la distanza reale tra la villa e le scuderie con la sua lunga piscina costruita armoniosamente con il territorio.
In fondo le scuderie per i cavalli create come finta facciata, come palcoscenico di sfondo per una società teatrale del '700 dove Carlo Goldoni inscenava le sue commedie e anche oggi si rivive la stessa atmosfera durante eventi estivi. Pur trattandosi di una costruzione del 700, riviviamo le stesse strutture architettoniche del Rinascimento: il pronao del tempio romano ci ricorda Andrea Palladio; la balustrata con le statue, la Biblioteca Marciana del Sansovino a Venezia; le due ali laterali, il Palazzo Te a Mantova, di Giulio Romano.

### Labirinto

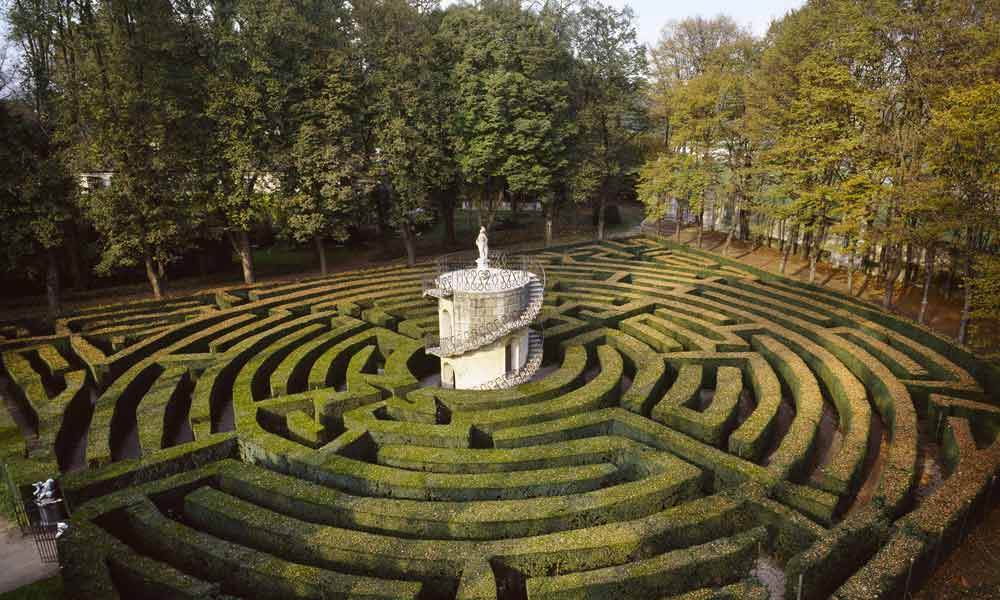
Labirinto di Villa Pisani

Villa Pisani è famosa inoltre per il suo labirinto di siepi di bosso. Fu uno dei primi ambiti del parco ad essere completato se già nel 1721 si parla della sua torretta centrale. È stata la ripresa rinascimentale dell'ars topiaria classica a rendere possibile il successo che i labirinti vegetali hanno avuto nel giardino italiano fino al Settecento. Nel Settecento veneto, nel caso di Stra, predomina la componente ludica e amorosa, sebbene non si possa escludere l'aspetto simbolico. Al centro vi è una torretta, sormontata da una statua di Minerva.
Nel labirinto avveniva il gioco tra dama e cavaliere: la dama si poneva sulla torre centrale con il suo volto mascherato e il cavaliere doveva raggiungerla, una volta arrivato, lei svelava la sua vera identità: ma era sempre una sorpresa.
Il labirinto è una filosofia classica del passato greco del Minotauro e Minosse: può essere simbolo cristiano ma anche pagano: esprime il desiderio inconscio di perdersi per poi ritrovarsi.
I labirinti sono di due tipi fondamentalmente: l'Irrgarten dove i percorsi possibili sono tanti e solo uno conduce all'ambita meta, che spesso rivestiva un significato simbolico preciso, come in questo caso, e l'Inngarten. Questa tipologia di labirinto ha invece un percorso lungo ma obbligato, che conduce obbligatoriamente al centro.
In questo labirinto si accede tramite un cancelletto settecentesco, il breve tragitto ti porta ad avere la torretta centrale davanti a te e a destra l'inizio del percorso tortuoso.
Il labirinto è stato più volte restaurato e mentre nel Settecento e per buona parte del XIX secolo era formato da siepi di carpini, pian piano si è trasformato in un labirinto misto. Nell'Ottocento è stato realizzato un ampliamento a nord – est e a sud – est che ha inscritto così il labirinto circolare in un trapezio irregolare.
Infine ancora una volta negli anni Settanta verrà restaurato per assumere l'aspetto attuale.
Il labirinto è chiuso nel periodo che va da novembre a marzo (inclusi); nei restanti mesi, in caso di maltempo e di temperature troppo elevate.
Gabriele D'Annunzio fa menzione del labirinto nel romanzo Il fuoco.

### Terrazza belvedere
La terrazza belvedere ha forma esagonale; dal suo centro si sviluppano assi ottici che hanno riferimenti a gruppi di statue o a cancelli o angoli verdi. Frequentatissima dalle dame e cortigiane che stavano al sole per schiarire i capelli utilizzando un miscuglio di sale ed erbe; non essendo allora l'abbronzatura di moda, ne mitigavano gli effetti indossando un cappello dalla larga tesa e dalla cupola tagliata per far uscire i capelli. La terrazza belvedere veniva utilizzata, per la sua leggiadria, anche come proscenio per spettacoli teatrali o concerti di musica all'aperto.

#### Esedra, gallerie di glicini, casa e magazzino dei giardinieri
Nonostante la dimensione ristretto dello spazio a disposizione, le prospettive alludono all'infinito; ma il punto di partenza è l'esedra belvedere dedicata alle arti liberali, come dimostrano le statue che sono presenti. Queste statue si collocano lungo le prospettive creando visuali diverse visibili da distanze differenti e restituendo così una sensazione di grandezza.
Ai lati del viale che conduce all'esedra alcuni esemplari di tigli ottocenteschi datano l'adattamento botanico effettuato dai giardinieri di Napoleone.
Raggiunto il centro dell'esedra, da lì partono sei percorsi che si espandono nel parco. Si notano, oltre alle statue collocate lungo le prospettive, il grande portale del Belvedere e una finestra aperta sul recinto e proiettata nel paesaggio del Brenta.
In direzione sud – ovest dall'esedra partono due gallerie di glicini e con un coperto di tavole. Delle antiche cedraie oggi restano tracce nei muretti delle vasche, nel muro confinante con la casa e il magazzino dei giardinieri.
Al pianterreno della casa dei giardinieri è sistemata una parte della collezione degli attrezzi da giardino della villa mentre al primo piano è stato allestito uno spazio didattico visitabile in cui viene illustrata la storia del giardino europeo e in particolare le vicende e le trasformazioni dei Pisani.

#### Ghiacciaia e Coffee House
La ghiacciaia, chiamata anche “la casa dei freschi”, è una collinetta artificiale, internamente cava e con intorno un fossato. Nel fossato, d'inverno, l'acqua ghiacciava; il ghiaccio veniva tagliato in grossi blocchi che, attraverso un cunicolo, venivano accumulati all'interno della collinetta e servivano per conservare d'estate, cibi e bevande. Sulla collinetta si eleva un'aerea loggia a pianta quadrata detta anche “coffee house”, luogo di sosta e ristoro durante le passeggiate nel parco.
All'inizio del Novecento la collinetta venne bordata dai cipressi di palude, dei quali si possono osservare ai bordi dell'acqua le radici aeree.
La casa è costituita da un padiglione di dimensioni contenute ed è rivestito di marmorino; all'interno al centro del pavimento è possibile notare un foro coperto da una lastra in pietra traforata che lascia passare l'aria fresca della ghiacciaia sottostante.
L'alimentazione del cerchio d'acqua dopo il 1911 è garantito dalla vasca del grande parterre alla quale è collegato da una tubazione sotterranea.

### Orangerie e serre
A lato delle scuderie si trovano alcune costruzioni dedicate alla coltivazione di agrumi e piante tropicali. Nel primo impianto della villa era prevista anche la coltivazione di piante da frutta, in seguito soppressa dalla proprietà francese, che invece potenziò la parte dedicata agli agrumi. Un simile intervento fu attuato anche dalla proprietà austriaca. A partire dal secondo dopoguerra tutta la struttura entrò in forte degrado. Un recente e importante intervento di restauro conservativo ha restituito ai visitatori questa parte che, all'epoca di massimo splendore della villa, era fondamentale nella sua economia in quanto il commercio degli agrumi, al tempo merce assai più pregiata di oggi, contribuiva sostanziosamente alle spese di mantenimento dell'intero parco.

### Piscina
La lunga piscina al centro del parco di villa Pisani fu costruita nel 1911 per studi idraulici dall'Istituto Idrografico dell'Università di Padova. Successivamente nel 1913, venuti meno gli scopi scientifici, venne completamente ricostruita e abbellita con statue provenienti da altre ville venete.

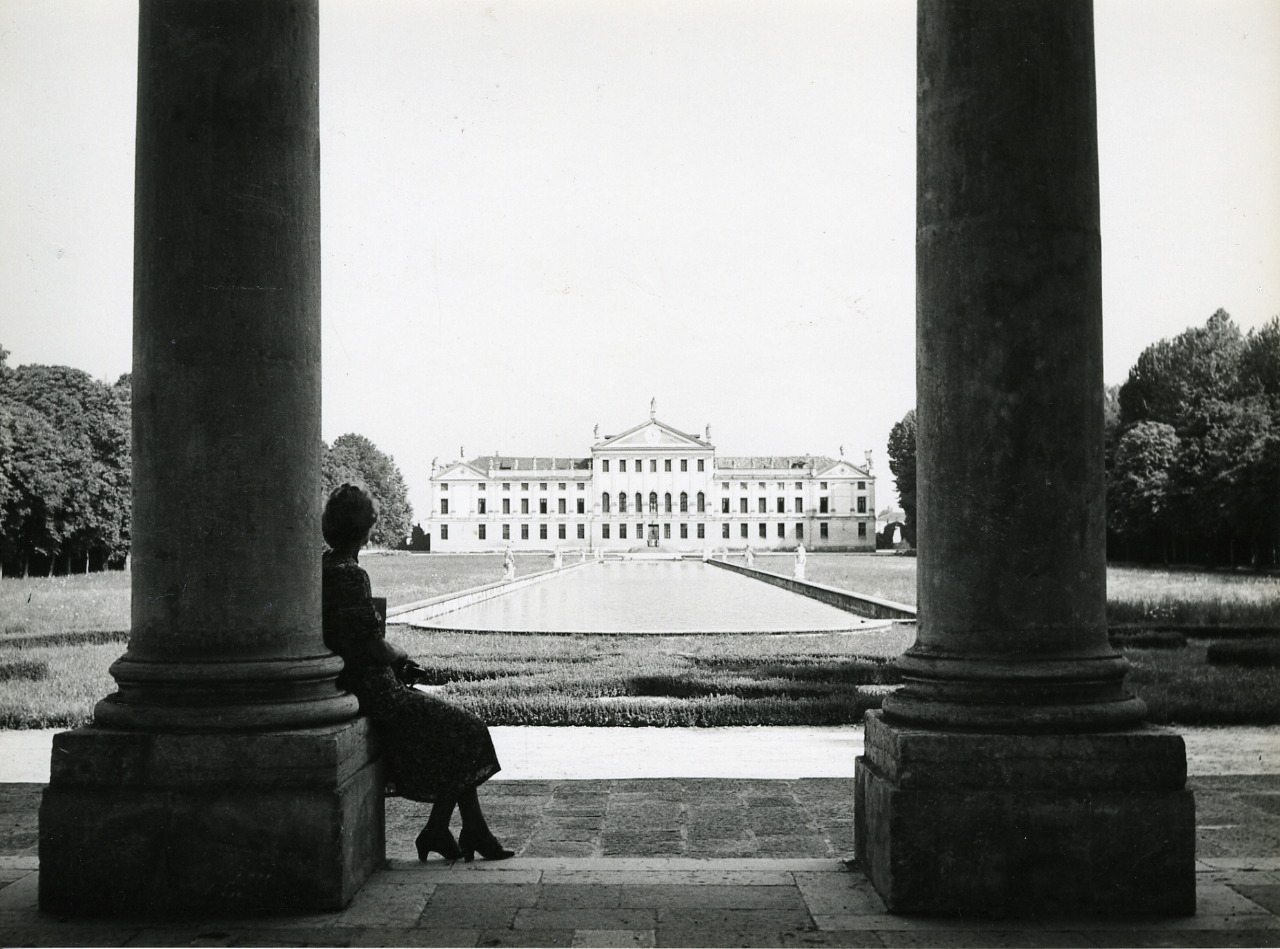
Il retro della villa con il parco e la piscina vista dalle scuderie in una foto di Paolo Monti
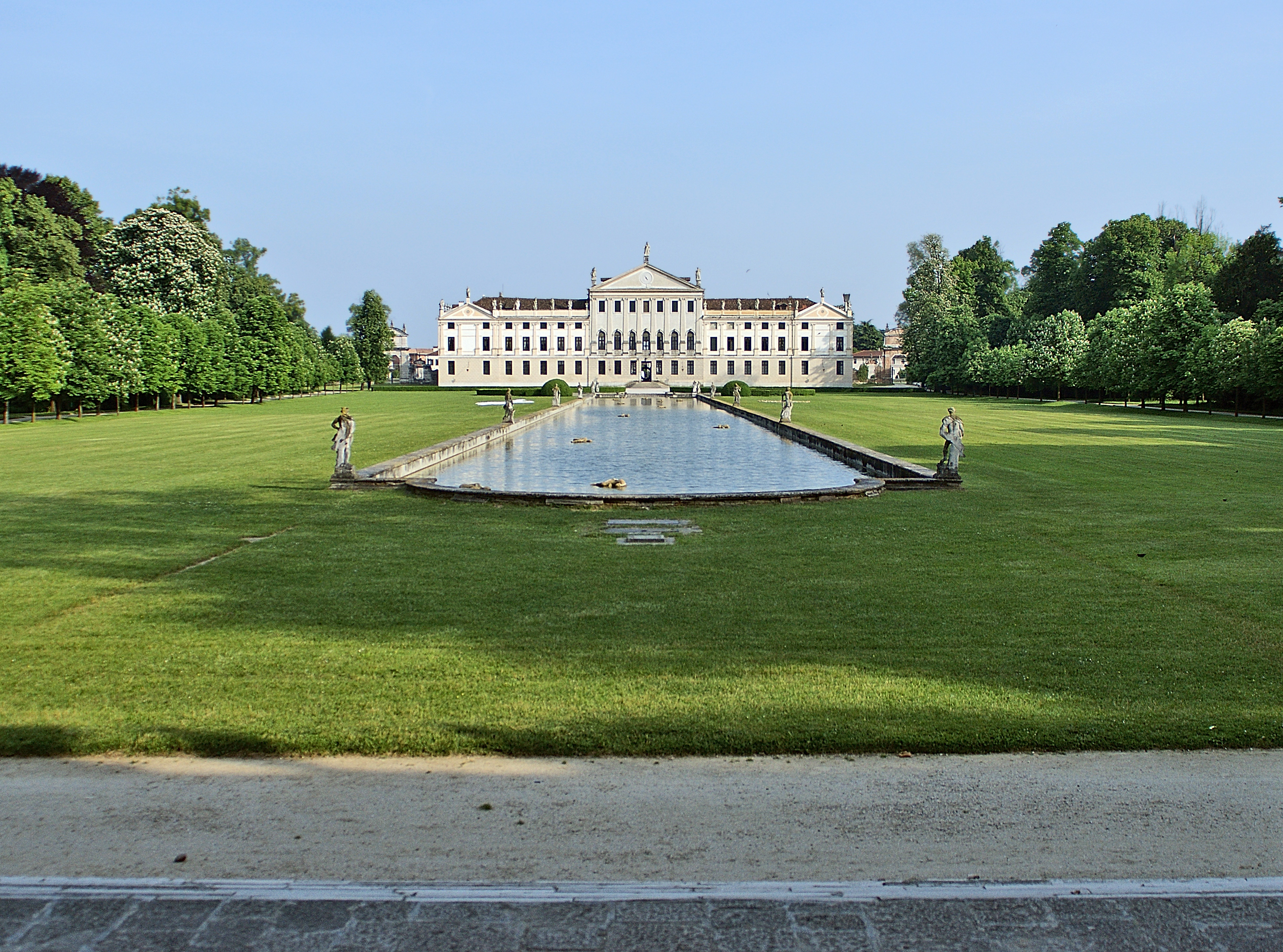
Il retro della villa con il parco e la piscina
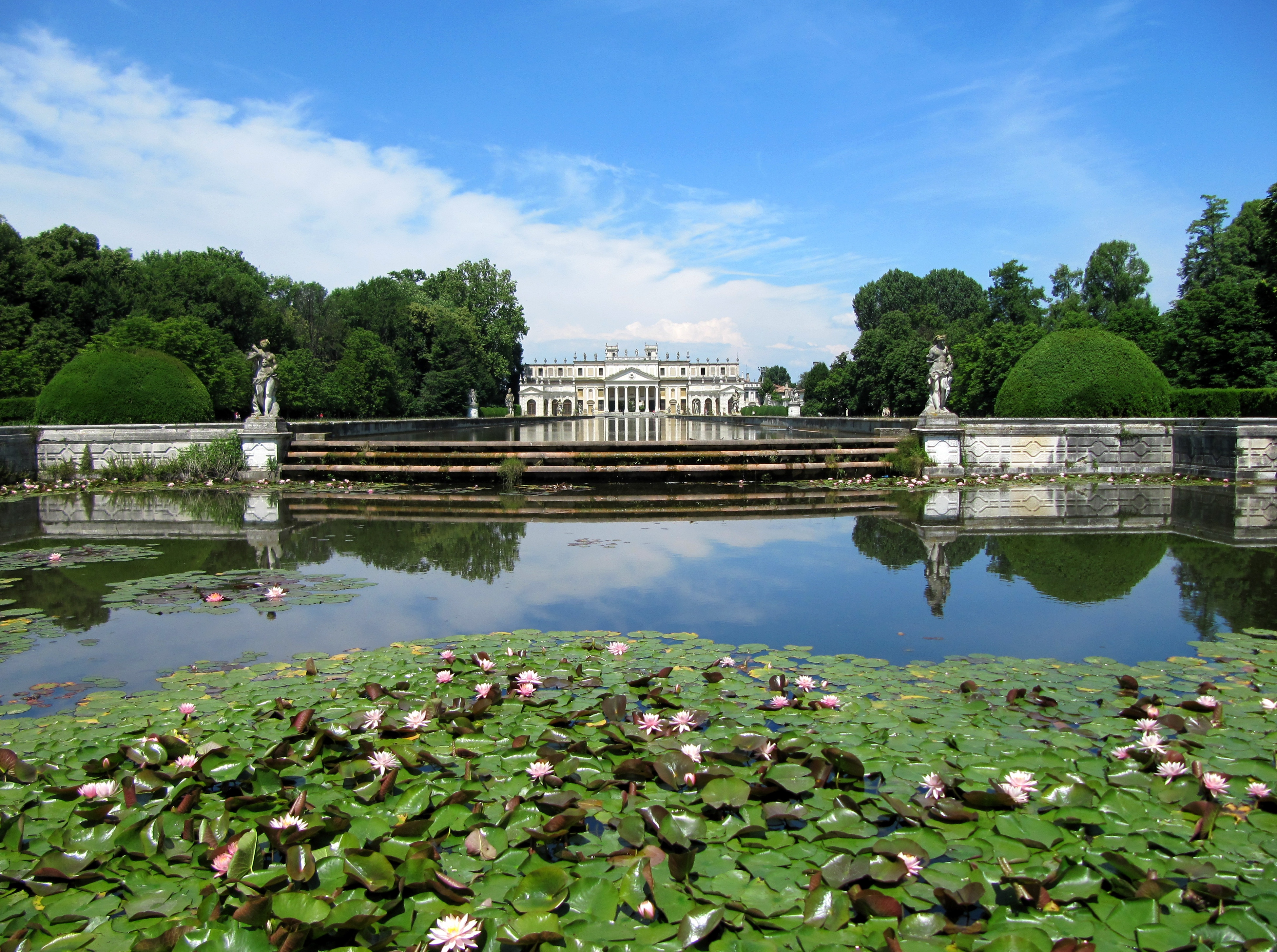
Il retro della villa
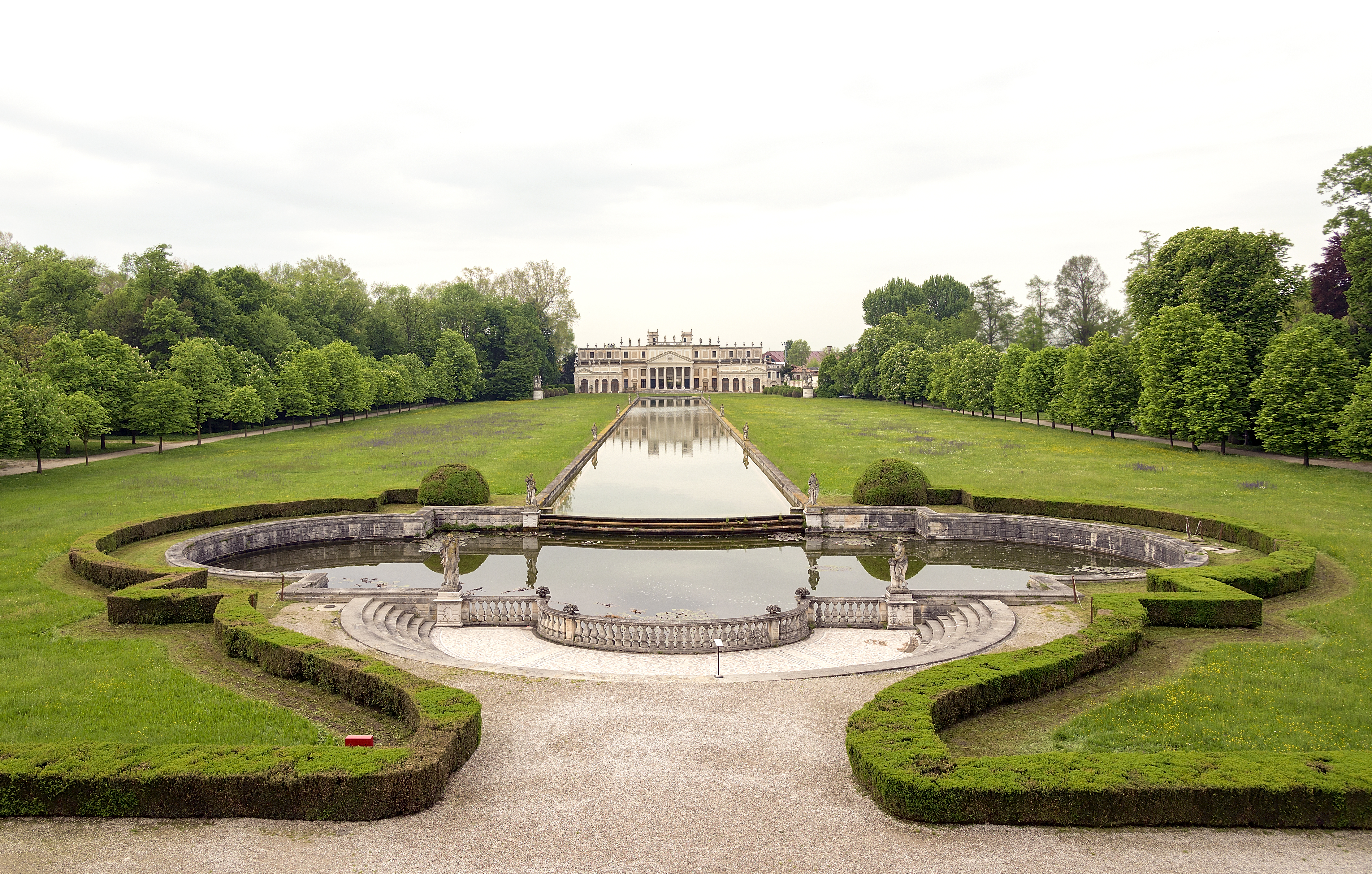
La piscina all'interno della villa, e le scuderie

### Scuderie

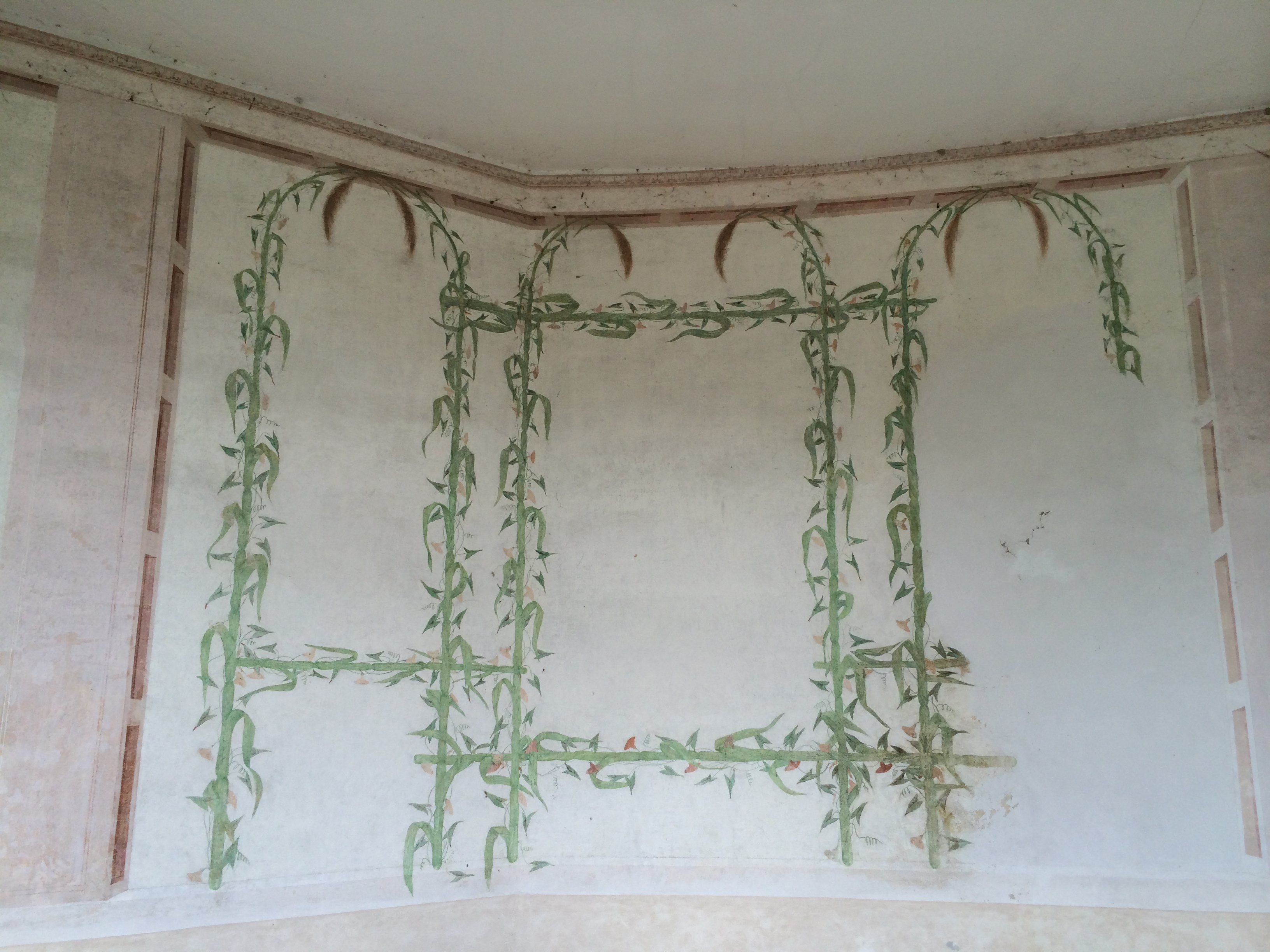
Affreschi delle scuderie

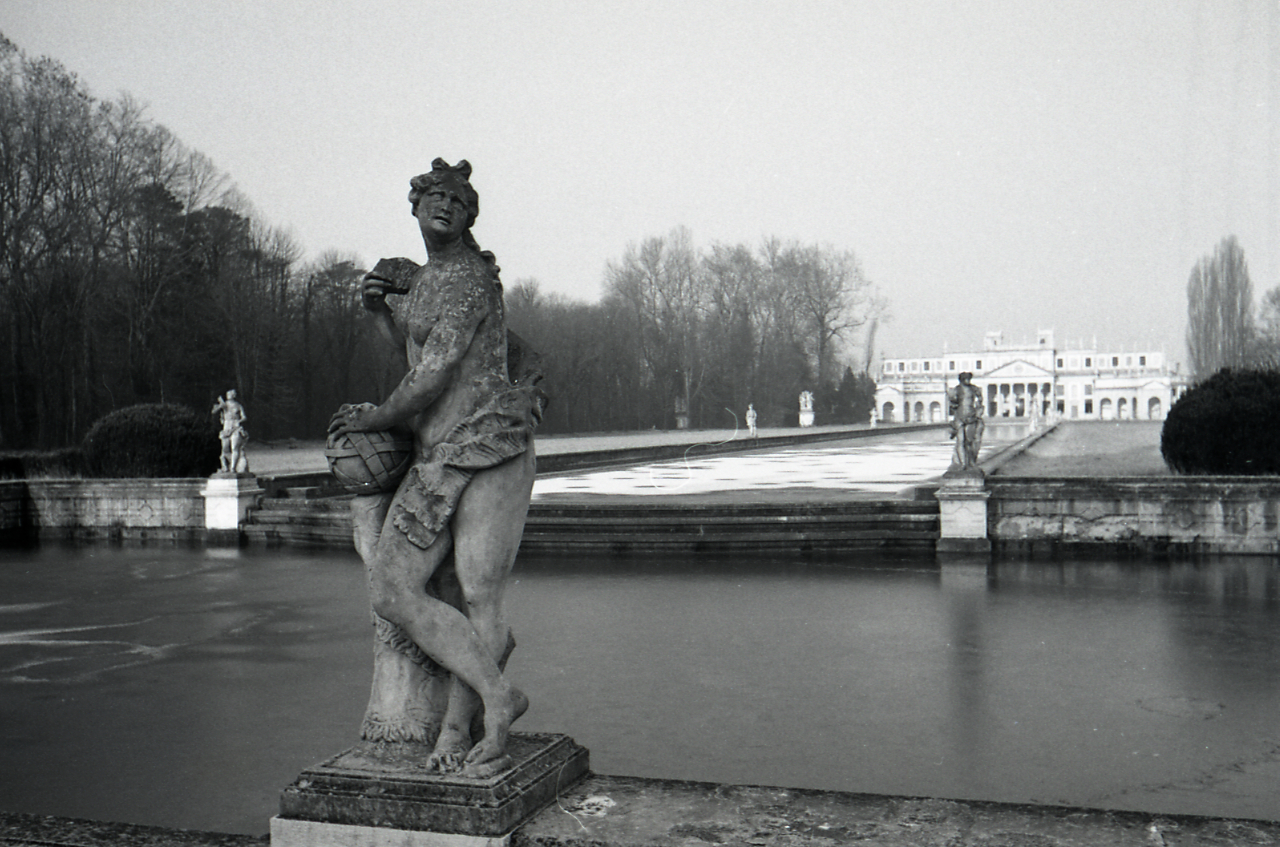
Il parco e sullo sfondo la finta facciata delle scuderie, in una foto di Paolo Monti del 1966

Le scuderie della villa furono progettate dall'architetto Gerolamo Frigimelica a partire dal 1720; già nell'aprile-maggio di quell'anno si parla di un modellino di legno delle scuderie nelle note di pagamento. Insieme al Portale del Belvedere e alla torretta del Labirinto risulta essere una delle prime fabbriche della Villa Pisani.
Confrontando le descrizioni dei viaggiatori del Settecento con le incisioni realizzate da Gian Antonio Selva nel 1807 e con lo stato attuale, risulta che le scuderie non hanno subito sostanziali modifiche dalla loro costruzione originale.

### Palazzo dominicale
Questa base unisce il corpo centrale alle parti laterali e sorregge la sequenza di doppie lesene ioniche, alternate a finestre a timpano triangolare o curvo. Agli estremi della villa invece vi sono due corpi che sporgono leggermente, che richiamano il tema settecentesco degli ambienti circostanti: la chiesetta a ovest e il ricovero degli attrezzi ad est.
La facciata sul giardino invece rispecchia i principi del Preti, formata da una ripetitiva sequenza di lesene ioniche. All'interno di questa immensa struttura sono presenti due cortili interni, che assieme alla Villa, contribuiscono a fornirle quel senso di grandiosità che da sempre suscita.

#### Interno della villa
All'epoca della costruzione la Villa contava 114 stanze (ora 168), in omaggio al 114º doge di Venezia Alvise Pisani. Le stanze sono denominate in base all'utilizzo o all'ospite di riguardo che vi soggiornò. La più importante è la cd. "stanza di Napoleone", con letto a baldacchino in stile impero. La stanza vicina è il bagno, dotato di vasca a pavimento e rubinetti, un vero lusso per l'epoca. La maggior parte delle stanze è arredata con mobili dell'epoca napoleonica o asburgica. Vi sono tuttavia alcuni oggetti, in particolare dei pezzi di boiserie dipinta in stile cinese, che risalgono all'epoca dei Pisani.
L'interno della Villa è formato da una parte centrale nella quale si trovano la sala d'ingresso e la sala delle feste. Per accedere al piano nobile di Villa pisani, si passa per lo scalone, un passaggio in pietra d'Istria, costituito da due rampe interrotte da un piccolo spazio con il pavimento in terrazzo veneziano. In questo corridoio troviamo opere di scultura di vari soggetti (Ercole o Diana), che portano al primo piano concludendo questo ciclo scultoreo con le statue di Venere e Atteone. Le stanze presenti all'interno della Villa sono molteplici e sono tutte comunicanti tra di loro, tramite dei passaggi interni. Solo successivamente è stato costruito esternamente alle stanze, lungo tutto il perimetro della Villa, un passaggio da una stanza all'altra, per dare la possibilità alle persone che vanno a visitarla, di scegliere quale stanza osservare.
In ogni stanza è presente un tema che permette di delineare le caratteristiche nella stanza in cui ci troviamo. Nella Sala del Trionfo delle Arti troviamo, nel soffitto,  un affresco del Crosato che rappresenta la grandiosità delle Arti; viceversa nella Sala delle Virtù sono raffigurate le Virtù fondamentali, individuate e dipinte da Jacopo Guarana.

#### Sala dei trionfi delle arti
Questa sala è la prima che si trova non appena si arriva al primo piano, dopo aver attraversato lo scalone ed è identificata nella cartina della Villa dal numero 113. Questa sala prende il nome dalle raffigurazioni presenti nel soffitto, ovvero un affresco di Giambattista Crosato realizzato tra il 1740 e il 1750. L'ambiente presente in questa stanza è strutturato poiché sono presenti delle losanghe all'interno delle quali sono raffigurati elementi vegetali ed elementi colorati. L'affresco è formato dalle Virtù fondamentali, ovvero la Pittura, che si trova al centro, la Musica e la Poesia che invece si trovano ai lati e infine, nella parte più bassa, si trova la Scultura. Oltre a queste virtù, sono raffigurate anche quelle minori come il Tempo (figura maschile), la Vigilanza (una gru), la Fama e l'Abbondanza. L'autore dell'affresco decide anche di inserire lo stemma della Famiglia Pisani sorretto da tre putti alati. In questa sala sono presenti anche altri cinque dipinti, dei quali però non si conosce di preciso l'anno in cui sono stati fatti. Questi dipinti rappresentano figure mitologiche come Dina, Giunone e Giove. Si trovano inoltre altri dipinti che sono stati fatti dalla scuola veneziana paesaggistica del Settecento.
Per rendere ancora più maestosa la sala, è stato inserito un lampadario in cristallo di Boemia dell'Ottocento e un mobilio in stile inglese, risalente invece alla metà del Settecento.

#### Sala del Trionfo di Bacco
Bacco è considerato, nella mitologia, il Dio del Vino. In questa sala è presente una decorazione pittorica, fatta da Jacopo Guarana intorno al 1770, che richiama il Dio Bacco. Vengono rappresentate quattro scene, che si uniscono in un'unica grande raffigurazione che mostra l'incontro trionfale tra Bacco e Arianna. L'ambiente circostante alle scene fa in modo di arricchire ciò che viene rappresentato, aggiungendo elementi che richiamano Bacco. Nella sala è anche presente un quadro, nel quale si intravede un casone, una tipica costruzione agricola della campagna veneta con tetto in paglia. Anche in questa stanza sono presenti delle figure mitologiche come Apollo. Al centro della sala è stato messo un biliardo, simbolo del gioco.

#### Salone delle feste
Il Salone delle Feste è considerato il salone più importante, motivo per cui all' interno di questa sala si può ammirare, nel soffitto, l'opera più importante di tutta la Villa. L'autore di questa maestosa raffigurazione è Giambattista Tiepolo, che l'ha realizzata nel 1761 all'età di 64 anni in 76 giorni. Un grande e infinito cielo azzurro con grosse nuvole e personaggi di vario genere, arricchiscono l'imponente soffitto del Salone. Al centro della raffigurazione troviamo la Madonna con la Fede, la Carità, la Speranza e la Sapienza, intenta a leggere un libro.  Vicino alla Madonna è rappresentata la famiglia Pisani, numerosa e con abiti settecenteschi, che invocano una personificazione dell'Italia, e mostrano le loro glorie nel mondo (Africa, Europa, America e Asia). Se da una parte è rappresentata la gioia della famiglia Pisani, dall'altra parte Tiepolo ha raffigurato il dolore che porta la guerra in contrasto alla felicità che invece porta la pace, tema molto caro alla famiglia. 
Il disegno è un richiamo al passato, e precisamente al Cinquecento, considerato il periodo più grandioso per la storia di Venezia, in opposizione al Settecento che invece è il secolo che ha scelto la famiglia Pisani per le rappresentazioni all' interno di ogni sala della Villa. Se il soffitto è stato dipinto da Tiepolo, le pareti della sala invece sono opera di Pietro Visconti, il quale ha deciso di inserire delle finte colonne affrescate e di utilizzare molto il contrasto tra i colori per formare degli effetti di luce e ombra. Alla decorazione di questa magnifica stanza, hanno contribuito anche altri autori, come Guarana, Crosato e il figlio del Tiepolo. 
L'affresco è stato restaurato nel 1986 eseguito dalla Sovraintendenza per i Beni Ambientali e Architettonici del Veneto Orientale.

#### Salotto napoleonico e camera di Napoleone
Dal momento che il tema trattato in queste due stanze è lo stesso, esse si trovano una accanto all'altra. La prima (il salotto napoleonico) è identificata dal numero 84, mentre la seconda (camera di Napoleone) dal numero 81.
Il salotto napoleonico è una stanza arricchita dalla presenza di alcuni mobili di Giuseppe Maggiolini, un autore molto noto all'epoca perché considerato il maestro delle tarsie. Ciò che rappresenta la maestria dell'autore sono i due comò ai lati del caminetto, in quanto ha inserito nel mobilio le iniziali di alcune persone famose (AB, Alberico Belgioioso oppure W, Wilczeck, ministro del governo del territorio). Per arricchire ancora di più la stanza, sono stati inseriti due tele ad olio.
La camera di Napoleone è stata nominata così perché lo stesso Napoleone ha soggiornato lì due volte nel 1807. In realtà la stanza non era come oggi appare, anzi non c'erano né affreschi né decorazioni. Le opere sono state aggiunte nel 1811 da Carlo Bevilacqua, che raffigurando elementi neoclassici, mostra la storia d'amore tra Amore e Psiche (storia raccontata da Apuleio nella Metamorfosi). La stanza è stata poi cambiata nel 1968, sostituendo i tendaggi vecchi con quelli nuovi, modificando però il colore di quest'ultimi garantendo alla stanza una maggiore luminosità.

#### Sale Savoia
All'interno dell'immensa Villa comprende più di 30 stanze, è tuttora possibile ammirare le due sale Savoia, chiamate così a seguito di una serie di modifiche apportate a queste stanze, per accogliere Vittorio Emanuele II l'allora re d'Italia.
La prima delle due stanze, era destinata ad accogliere nel 1847, la Contessa Mirafiori, cioè Rosa Vercellana;  mentre la seconda stanza era destinata al Re. Rosa Vercellana, allora quattordicenne e l'amante del Re.
All'interno della stanza è ancora possibile ammirare l'arredo originale risalente al XIX secolo, caratterizzato da mobili in ciliegio e da illustre tappezzeria color crema con motivi floreali tipici di quel periodo.
Le Sale Savoia furono il luogo in cui il Re Vittorio Emanuele e la Contessa Rosa Vercellana manifestavano e vivevano la loro stravolgente storia d'amore.

#### Stanza della musica
La stanza della Musica è caratterizzato da una serie di affreschi decorativi che richiamano il tema musicale e sereno che caratterizzano il Settecento.
I pavimenti di questa stanza sono ancora molto specchianti con una sequenza di buchi,  che permette di osservare con maggiore attenzione gli affreschi risalenti al cinquecento. Nel mezzo della stanza, è possibile ammirare un pianoforte, in memore dei tempi passati della Villa, in particolare l'epoca rinascimentale e il periodo della Serenissima.

## Turismo
La villa e il parco sono tra le più importanti attrazioni turistiche della Regione Veneto. La villa da sola, con le sue grandi mostre d'arte antica, moderna e contemporanea, e le sue sale, conta oltre 150.000 visitatori all'anno.

## Filmografia
- È stata usata da Pier Paolo Pasolini, nel 1969, per le riprese del film Porcile.
- Nel 1970, Dino Risi gira alcune scene de “La moglie del prete” con Sophia Loren e Marcello Mastroianni.
- Nel 1976 sono state girate alcune scene del film Nina, con Liza Minelli, Ingrid Bergman, Isabella Rosellini.
- Nel 1978 Ritratto di borghesia in nero con Ornella Muti.
- È stata usata da Viola Valentino, nel 1979, per le riprese del suo videoclip Comprami.
- Nel 1987 Carlo Vanzina gira alcune scene del film “la partita” con Matthew Modine e Jennifer Beals
- È stata usata dallo stilista italiano Valentino Garavani, nel 2019, per la campagna pubblicitaria VRosso dalla Valentino PreFall19.
- È stata usata da Laura Pausini, nel 2015, per le riprese del suo videoclip Simili, in cui è presente anche il cast di Braccialetti rossi.